# Eth Estudi
Eth Estudi és un edifici del municipi d'Es Bòrdes (Vall d'Aran). És una obra inclosa en l'Inventari del Patrimoni Arquitectònic de Catalunya.

## Descripció
És un edifici de secció rectangular assentat sobre un basament que supera el desnivell del terreny,essent aprofitat com a terrassa en la banda posterior. La façana de migdia paral·lela a la "capièra" presenta un cos sobresortint a cada banda,els quals sense solució de continuïtat connecten amb sengles porxos laterals. Les finestres són d'arc de mig punt en la planta baixa i allindanades en el primer pis. La teulada d'encavallades de fusta i llosat de pissarra és de dos vessants amb "tresaigües" en els extrems,els quals contenen les "lucanes de l'humarau" i es projecten vers els esmentats espais porticats. Els pilars i els arcs d'aquests pòrtics desenvolupen diversos motius geomètrics. La decoració de les façanes juga amb el fons blanc de l'arrebossat i les motllures horitzontals i verticals resoltes amb carreus cara vista que remarquen la simetria.

## Història
Es d'Escolà, l'escola es construí en part en terreny de casa Pauet, d'Antoni Ramos, i en part en terreny de Rosa Mª Arró Centeno. Fou construïda per influència d'Eduard Aunòs, en temps del govern de Primo de Rivera, mentre era ministre de Justícia, el qual promogué també altres escoles de similars característiques a la Val: Bossòst, Les, Canejan, Salardú i Arties, totes del mateix estil, que en aquella època resultà avançat. Per aquesta escola han passat mestres famosos i alumnes d'Es Bordes, Arró; Benòs, Begòs, Arres; Vilamòs i Era Bordeta.